# 郭定柱
郭定柱。直隸臨榆縣（今屬河北省山海關市）人，清朝政治人物。

## 生平
郭定柱為歲貢生，道光十九年（1839年）考中己亥科舉人，道光二十七年（1847年）丁未科會試中式，殿試位列三甲第一百一十七名，與名臣張之萬、徐樹銘、李鴻章、沈葆楨、馬新貽等同榜，賜同進士出身。歷任山東費縣、掖縣知縣，同治十三年（1874年）正月調泰安縣知縣。光緒二年（1876年）二月，署理臨清直隸州知州，任職不到一年。

## 家族
兄郭定生為舉人，曾任山西洪洞縣知縣。